# كعك السيد

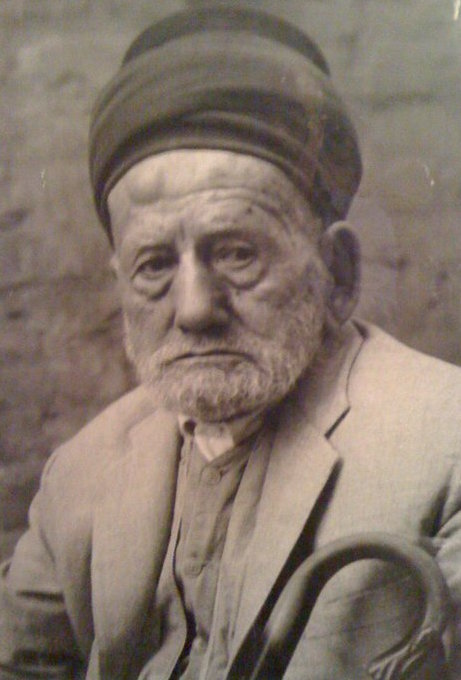
السيد حسين علي الدراجي السامرائي أحد أعلام بغداد في القرن العشرين صاحب محل كعك السيد في محلة الحيدرخانة في شارع الرشيد ببغداد

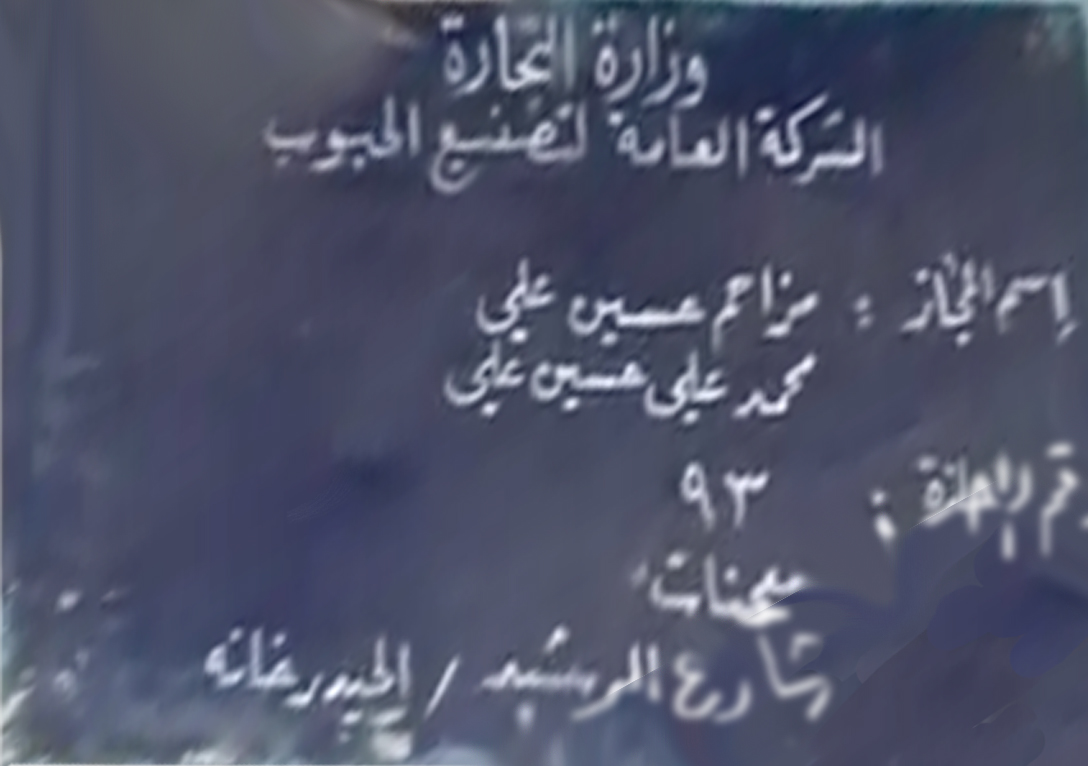
رخصة كعك السيد رقم 93 في بغداد ويظهر بها اسم كل من السيد مزاحم حسين علي والسيد محمد علي حسين علي أولاد السيد حسين الذين واصلوا العمل من بعده ويظهر العنوان شارع الرشيد منطقة الحيدرخانة

كعك السيد محل لصناعة الكعك يقع في محلة الحيدرخانة في جانب الرصافة من بغداد.

## خلفية
كان أشهر أسماء بغداد في القرن العشرين وسمي نسبة إلى السيد حسين بن علي بن قدوري بن حبيب بن مصطفى السامرائي الحسيني الهاشمي الذي ينحدر من سلالة هاشمية بحتة والذي نشأ في إحدى أشهر العوائل البغدادية في العراق من مواليد بغداد 1859 كان يتقن النطق بالعربية والفارسية والكردية والتركية
في سنة 1906 سنة بدأ له عهد جديد، فأصبح «چركچي» أي بائع كعك بعد أن ترك مهنته السابقة «البزازة» لبيع الأقمشة فتعلم مهنة صناعة الكعك من الذين سبقوه وخاصة الإيرانيين الذين لهم الخبرة الأولى في عمل الكعك وبعد أن اتقن المهنة بشكل كامل شيد الفرن الأول في بغداد بمنطقة الجنابات أو ما يعرف براس القرية في شارع الرشيد، وبعد ذلك انتقل الفرن إلى الموقع الثاني قرب ساحة الرصافي حالياً، وأخيراً انتقل الفرن إلى الموقع الثالث أوائل العشرينيات هذا الموقع الحالي في محلة الحيدرخانة قرب جامع الحيدرخانة. كان البناء آنذاك بسيطا ومسقفا بالخشب وحصران القصب وبقي على هذا الحال حتى أعيد بناؤه سنة 1937 بالشكل الحالي من الطابوق وقضبان الحديد على يده هو وخاله وبني على دورين الأرضي محل الكعك والدور الأول فندق عرف باسم فندق أم الربيعين.

## صناعة الكعك
كانت عدة العمل وتحضير المواد آنذاك بدائية جميعها فمادة الطحين تشرى حنطة تنظف وتغسل وتجفف ثم تطحن باليد بواسطة آلة الرحى، أما العجين فكان يعجن في المعجن المصنوع من الخشب ويحصل التخمير بوضع العجين قرب الفرن وبعد أن يختمر العجين ينقل إلى الطشت المصنوع من النحاس ويضاف إليه الدهن الحر وهو سمن حيواني وسكر ومضاف لهُ مادة كاربونات الصوديوم، أما الفرن فكان وقوده من الحطب أو الطرفة وبعد أن يكمل الإنتاج يوضع في السلال أو الكواشر المصنوعة من جريد النخل.والى جانب الكعك كان هناك «الجرك» و«البقصم» الذي يقدم مع الشاي للعائلة والضيوف وفي الأفراح ويوم المولد النبوي وفي مجالس العزاء، ويوزع خلال شهر رجب حيث يضاف للجرك والبقصم خليط من الهيل والكبابة وجوزة بوة والكزبرة وحبة الحلوة. أما الفلفل الأسود فهو أحد أسرار الطعم الشهي في المعجنات.

## بيع الكعك
كان يعبأ الكعك باكياس ورقية بنية اللون ويباع ب الأوقية أما ميزان كعك السيد فكان مصنوعا من خوص النخيل والحبال وكانت عيارات الميزان من الحصى عبارة عن حصاة كبيرة لا يزال يحتفظ بها السيد إلى يومنا هذا حيث كان وزن الحصاة الواحدة 7,500 كغم أي نصف من والمن هو وحدة وزن تعادل 15 كيلو وقد حصل عليها من على ظهور الحيوانات التي كانت تنقل الحصى لتبليط شارع الرشيد سنة 1924.

## ديكور المحل
المحل كان كبيراً نسبياً واجهته مصنوعة من الخشب والمعمل مفصول عن المعرض بينهما باب. الكعك كان يعرض في دواليب من الخشب وغالباً ما تجد السيد يعمل بيده أو يشرف على عمل العمال بشكل يومي أو جالساً قرب المحل بعمامته الخضراء المميزة حتى أيامه الأخيرة.

## ما بعد السيد
عن عمر يناهز المائة وست أعوام توفي السيد حسين في بغداد عام 1965 والتزم ولداه مزاحم ومحمد علي الحفاظ على هذا الصرح العريق وأخذوا على عاتقهم الحفاظ على جودة الإنتاج. أما عدة العمل فقد أصبحت من الطراز الحديث وبدا الطلب يكبر والعمل بنفس المكائن القديمة أمر صعب جدا لكنهم لم يخرجوا عن نمط وجودة العمل بل أصبحت الحلويات الشرقية بمختلف أنواعها تنتج بشكل أساسي بعد أن كانت تصنع بالطلب فقط.

## كعك السيد في الذاكرة
كان بعض الشعراء حين يشترون الكعك من السيد يبدؤن بقراءة بعض القصائد داخل المحل حيث انشد الشاعر معروف الرصافي ما ظل في الذاكرة قائلا:
ولقد ذاع صيت كعك السيد كافة أرجاء العراق والدول المجاورة دول الخليج ومناطق شمال العراق لأنه ينفرد بطعمه اللذيذ المميز، ومن زبائن كعك السيد العائلة المالكة في العراق ونوري سعيد باشا والزعيم عبد الكريم قاسم.وعائلة بيت البنية وبيت الدفتري والتتار وبيت الشالجي والمتولي وملا حمادي والسهروردي وعائلة بابان والسلوم والشروفي والبزركان حيث أن بيوتهم وبيت «السيد» قائمة حتى هذا اليوم إلا أنها شبه مهجورة. وقد انشد الزهاوي يوما فيه قائلا:
أما الكتاب فقد كتبوا عنه الكثير لعل أشهرهم كاتب قصة الرجع البعيد للروائي فؤاد التكرلي.

## روابط خارجية
- كعك السيد في مختصر مفيد مع مفيد عباس على قناة العراقية - يوتيوب
- كعك السيّد كيف بدأ ومتى ؟  على إذاعة الرابعة - يوتيوب